# Schatzfund von Landegge
| QS Vor- und Frühgeschichte | Dieser Artikel wurde aufgrund von inhaltlichen Mängeln auf der Qualitätssicherungsseite des WikiProjekts Vor- und Frühgeschichte eingetragen. Dies geschieht, um die Qualität der Artikel aus diesem Themengebiet auf ein akzeptables Niveau zu bringen. Bitte hilf mit, die inhaltlichen Mängel dieses Artikels zu beseitigen, und beteilige dich bitte an der Diskussion! |  |

Der Schatzfund von Landegge, einem Ortsteil von Haren im Emsland in Niedersachsen, besteht aus:
- drei modelgleichen C-Brakteaten mit Öse – einer davon mit Randverzierung und einem Almandin unter der Öse – und der stark stilisierten Darstellung eines Menschenhaupts über einem Tier.
- einem D-Brakteaten, mit schlangenartigem Tier mit Raubvogelschnabel. Der wohl im späten 6. Jahrhundert geschlagene Brakteat ist am besten erhalten und im Gegensatz zum stark abgegriffenen Solidus, beinahe prägefrisch.
- einem mit einer Öse versehenen, zwischen 364 und 367 geprägten Goldsolidus von Valentinian I. (364–371 n. Chr.);
- sowie einer blaue Glasperle und perlenartigem Silberschmuck.

Das Vorkommen eines Solidus in einem Depotfund nordischer Goldbrakteaten ist einmalig in Niedersachsen. Es zeigt den Wandel der Münze vom Zahlungsmittel zum Schmuckstück. Daneben wurden römische Solidi, vermutlich als Rohmaterial, für die Herstellung der Goldbrakteaten verwendet. Die Stücke wurden im 6. Jahrhundert n. Chr. in diesem Depot niedergelegt.
Der Schatzfund befindet sich heute im Niedersächsischen Landesmuseum Hannover.